# Анталь Рот
Анталь Рот (угор. Antal Róth, нар. 14 вересня 1960, Комло) — угорський футболіст, що грав на позиції захисника за клуби «Печ» та «Феєнорд», а також національну збірну Угорщини. Дворазовий володар титулу Футболіст року в Угорщині.
По завершенні ігрової кар'єри — тренер.

## Клубна кар'єра
У дорослому футболі дебютував 1979 року виступами за команду «Печ», в якій провів сім сезонів, взявши участь у 181 матчі чемпіонату.  Більшість часу, проведеного у складі «Печа», був основним гравцем захисту команди. Двічі, у 1984 і 1986 роках, визнавався Футболістом року в Угорщині.
1986 року перейшов до нідерландського «Феєнорда», за який відіграв 4 сезони. Завершив професійну кар'єру футболіста виступами за команду «Феєнорд» у 1990 році. 

## Виступи за збірні
1979 року залучався до лав юнацької збірної Угорщини (U-20).
1983 року дебютував в офіційних матчах у складі національної збірної Угорщини. Протягом кар'єри у національній команді, яка тривала 7 років, провів у її формі 29 матчів, забивши 1 гол.
У складі збірної був учасником чемпіонату світу 1986 року у Мексиці, де взяв участь в усіх трьох іграх групового етапу, який угорці подолати не змогли.

## Кар'єра тренера
Розпочав тренерську кар'єру невдовзі по завершенні кар'єри гравця, 1993 року, повернувшись до рідного клубу «Печ», у якому протягом сезону був головним тренером.
Згодом ще декілька разів повертався на тренерський місток «Печа», а також тренував команди клубів «Шопрон» та «Галадаш».
Двічі, протягом 2003–2008 і 2010–2014 років, був головним тренером молодіжної збірної Угорщини.

## Титули і досягнення
- Футболіст року в Угорщині (2): 1984, 1986